# Колесник, Павел Степанович
Павел Степанович Колесник (26 января 1916, Киев — 6 июня 1977, Таллин, ЭССР) — советский военачальник, контр-адмирал (27.08.1957).

## Биография
- 1936 — окончил Херсонское мореходное училище им. Шмидта
- 1938 — окончил Военно-морское училище имени М. В. Фрунзе.
- 1941 — окончил Тихоокеанское высшее военно-морское училище.
- 1953 — окончил Академические курсы офицерского состава при военно-морской академии им. К. Е. Ворошилова.

Участник Великой Отечественной войны.
- 1941—1942 — Командир СКА «МО 201» 1-го дивизиона СКА
- 1942—1944 — Командир звена катеров «Морской Охотник»
- 1944—1945 — Командир 2-го дивизиона сторожевых катеров типа «МО» ЛВФ
- 1945—1947 — Командир 6-го дивизиона «МО» Таллинского Морского Оборонительного Района Балтийского флота
- 1947—1948 — Командир 2-го дивизиона малых канонерских лодок
- 1950—1952 — Командир 112-й бригады Охраны водного района Свинемюндской Военно-морской базы 4-го ВМФ
- 1953—1955 — Командир 106-й бригады ОВР Потийской ВМБ
- 1955—1960 — Командир 24-й дивизии ОВРа ЧФ
- 1960—1962 — Командир 18-й бригады ОВРа ЧФ
- 1962—1971 — Помощник командующего Балтийский Флотом
- 1971—1972 — В распоряжении Государственного Комитета ВМФ

С марта 1972 в запасе по болезни. Жил в Таллине, похоронен в 1977 году на Александро-Невском кладбище г. Таллина.

Из наградного листа (1944): «Принимал участие в десантной операции районе реки Тулокса в качестве командира дивизиона катеров „МО“. При высадке первого броска капитан-лейтенант П. С. Колесник, выйдя под ураганным огнём неприятеля, прямой наводкой расстрелял финнов, подавляя их огневые точки. Вовремя и грамотно прикрывал дымзавесами высадочные средства при подходе их к берегу, находясь сам под миномётным огнём. Благодаря самоотверженным действиям катеров „МО“ ни один из кораблей, участвовавших в операции, не был потерян. При налёте авиации противника, ведя интенсивный огонь прикрывал транспорта, имеющие более слабые зенитные средства. За смелость, инициативу и грамотное использование своего оружия капитан-лейтенант Колесник достоин награждения орденом Александра Невского».

## Награды
- Орден Красного Знамени (1941);
- Орден Красного Знамени (1942)[2];
- Орден Красного Знамени (1956);
- Орден Красного Знамени (1968);
- Орден Александра Невского (1944)[1];
- Орден Отечественной войны II степени (1945)[3];
- Орден Красной Звезды (1951);
- Медаль «За победу над Германией в Великой Отечественной войне 1941—1945 гг.»;
- Медаль «Двадцать лет победы в Великой Отечественной войне 1941—1945 гг.»;
- Медаль «Тридцать лет победы в Великой Отечественной войне 1941—1945 гг.»;
- Медали.
- Именное оружие.

## Семья
Был женат на Наталье Владимировне Колесник (Норневской). 6 детей. Сыновья — Георгий Павлович Колесник (1943), Владимир Павлович Колесник (1947), Александр Павлович Колесник (1954), Андрей Павлович Колесник (1955) — офицеры ВМФ

Родной брат Игорь Степанович Колесник во время войны служил матросом на Черноморском Флоте. Погиб в 1942 году.

## Сочинения
- На Ладоге / / Мор. сб. 1970. № 5. С. 43-44. Три боевых дня МО-201 / / Страж Балтики. 6 марта 1970.